# Acerbas anthea
Acerbas anthea är en fjärilsart som beskrevs av William Chapman Hewitson 1868. Acerbas anthea ingår i släktet Acerbas och familjen tjockhuvuden. Inga underarter finns listade i Catalogue of Life.